# Route nationale 596
Pour les articles homonymes, voir Route 596.
La route nationale 596 ou RN 596 était une route nationale française reliant la Muse aux Vanels. À la suite de la réforme de 1972, elle a été déclassée en RD 996.

## Ancien tracé de la Muse aux Vanels (D 996)
- La Muse, commune de Mostuéjouls
- Le Rozier
- Meyrueis
- Gatuzières
- Col de Perjuret
- Fraissinet-de-Fourques
- Les Vanels, commune de Vebron